# Rebecca Ferguson (actrice)
Ne doit pas être confondue avec la chanteuse anglaise Rebecca Ferguson.
Rebecca Ferguson est une actrice suédoise, née le 19 octobre 1983 à Stockholm.
Elle est révélée par la mini-série The White Queen (2013) qui lui vaut une nomination au Golden Globe de la meilleure actrice dans une mini-série ou un téléfilm.
Puis, elle confirme cette percée grâce à sa participation à la franchise Mission impossible dans les films Rogue Nation (2015), Fallout (2018) et Dead Reckoning (2023).
En conséquence, dès 2015, elle mène une carrière prolifique au cinéma, en jouant dans des films tels que Despite the Falling Snow (2016), Florence Foster Jenkins (2016), La Fille du train (2016), The Greatest Showman (2017), Life : Origine inconnue (2017), Alex, le destin d'un roi (2019), Men in Black: International (2019), alternant premiers et seconds rôles. Elle joue également le rôle de Dame Jessica dans Dune (2021) et sa suite (2024) de Denis Villeneuve, adaptés du roman éponyme de Frank Herbert, et tient le rôle principal dans la série Apple TV+ Silo dont elle est également productrice. 

## Biographie

### Jeunesse et formation
Rebecca Ferguson naît en 1983 à Stockholm sous le nom d'état civil de Rebecca Louisa Ferguson Sundström. Sa mère, Rosemary Ferguson, dont elle porte le nom en premier et dans l'usage, est une Anglaise qui a quitté la Grande-Bretagne pour la Suède à l'âge de 25 ans. Le père de Rebecca Ferguson est un Suédois. Sa grand-mère maternelle est d'Irlande du Nord et son grand-père maternel est Écossais. Par sa mère, elle serait une cousine éloignée de Sarah Ferguson, duchesse d'York et ex-épouse du prince Andrew.
Rebecca Ferguson a ensuite pris le nom de famille de sa mère comme nom de scène. Sa mère a aidé ABBA à traduire les paroles de leur album Waterloo en anglais, et elle apparaît également au dos de la couverture de l'album éponyme du groupe sorti en 1975.
Rebecca Ferguson grandit à Vasastan, district du centre de Stockholm.
Elle fréquente une école anglophone en Suède et, également avec l'aide de sa mère, devient bilingue, parlant couramment le suédois et l'anglais.
Dès l'âge de 13 ans, elle travaille comme mannequin et apparaît dans des magazines et à la télévision pour des annonces de cosmétiques, vêtements et bijoux.
Elle danse très jeune : ballet, danse à claquettes, jazz, street funk et tango. Elle enseigne même le tango argentin dans une compagnie de danse à Lund, dans le Sud de la Suède, pendant quelques années, tout en poursuivant ses travaux sur plusieurs projets de courts métrages d'art.
Elle fréquente l'école de musique Adolf-Fredrik à Stockholm et obtient son diplôme en 1999.

### Vie privée
En 2007, Rebecca Ferguson donne naissance à son premier enfant, Isac Hallberg, issu de sa relation avec son compagnon Ludwig Hallberg. Par la suite, le couple et leur enfant ont vécu dans la ville balnéaire de Simrishamn, sur la côte sud de la Suède. Elle a affirmé qu'elle souhaitait s'éloigner de la vie urbaine et des projecteurs qui ont suivi ses succès télévisuels.
À Simrishamn, elle a commencé à s'éloigner de la vie d'actrice, a ouvert un studio de danse argentine et a également participé à de nombreux projets de courts métrages. Le réalisateur suédois Richard Hobert l'a reconnue au marché local en 2011, et lui a demandé de jouer dans son film A One - Way Trip to Antibes. Elle se sépare de Ludwig Hallberg en avril 2015.
En début d'année 2019, elle se marie avec Rory St. Clair Gainer. Le couple a une fille, née à l'été 2018.

## Carrière

### Débuts enSuèdeet révélation internationale

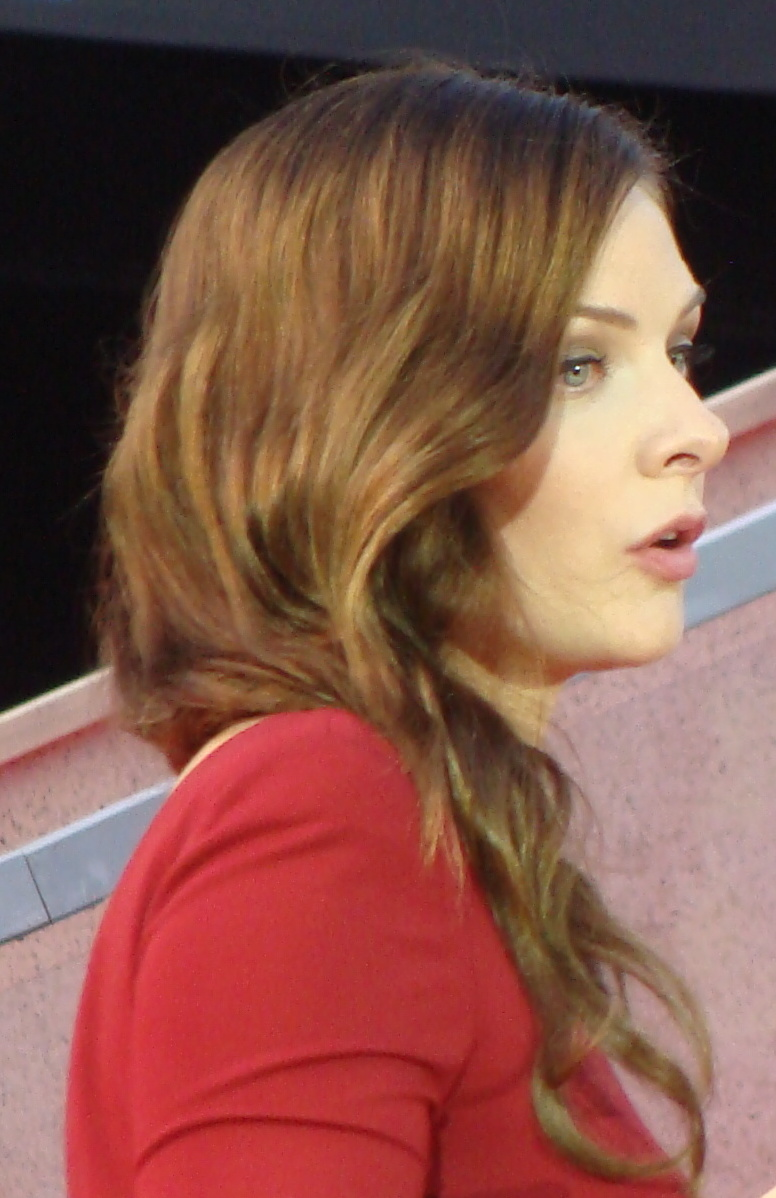
Lors de l'avant-première autrichienne du film Mission impossible : Rogue Nation, en 2015.

Rebecca a joué le rôle principal dans le soap-opera Nya Tider, et a plus tard interprété le rôle de Chrissy dans le soap suédo-américain Ocean Ave. Elle apparaît aussi dans des films, notamment dans A One-Way Trip to Antibes, le film d'horreur Strandvaskaren, ainsi que Vi, aux côtés de Gustaf Skarsgård.
En août 2012, Rebecca a été choisie pour jouer Élisabeth Woodville dans la mini-série historique en dix parties coproduite par la BBC et Starz, The White Queen, basé sur le cycle de romans de Philippa Gregory La Guerre des Cousins, qui traite du rôle des femmes pendant la guerre des Deux-Roses. La performance de Rebecca Ferguson dans The White Queen a été applaudie.
Durant l'été 2015, elle s'illustre en incarnant l'une des protagonistes du film d'action et d'espionnage Mission impossible : Rogue Nation. Ce film à gros budget est un succès mondial. Son rôle la met presque à égalité avec Tom Cruise et lui apporte ainsi une reconnaissance internationale.

### Progression à Hollywood
En 2016, elle est à l'affiche de trois films : Florence Foster Jenkins, de Stephen Frears, avec Meryl Streep et Hugh Grant ; le thriller américain La Fille du train, aux côtés d'Emily Blunt et le drame indépendant Despite the Falling Snow de Shamim Sarif, partageant la vedette aux côtés de Charles Dance et Sam Reid. Trois productions aux accueils contrastés, Florence Foster Jenkins est largement plébiscité par les critiques, lorsque La Fille du train divise mais rencontre son public en décrochant la première place du box-office à sa sortie, tandis que Despite the Falling Snow déçoit globalement en dépit de plusieurs prix glanés lors de cérémonies de remises de prix.
En 2017, elle incarne la chanteuse suédoise Jenny Lind dans The Greatest Showman, où elle donne la réplique à Hugh Jackman. Le film rencontre un large succès auprès de la presse et du public. Elle porte le film de science-fiction Life : Origine inconnue de Daniel Espinosa aux côtés de Jake Gyllenhaal et donne la réplique à Michael Fassbender dans le film noir Le Bonhomme de neige.

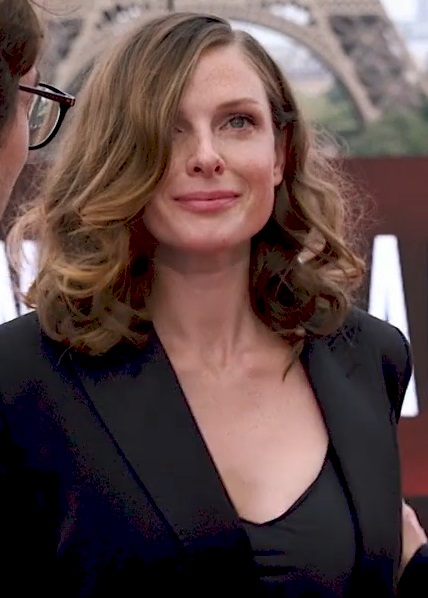
Rebecca Ferguson à Paris en 2018.

En 2018, elle retrouve le personnage d'Ilsa Faust pour le blockbuster à succès Mission impossible : Fallout. Plus tard, il est confirmé son retour pour les volets suivants de cette franchise très lucrative.
L'année suivante, en 2019, elle est à l'affiche d'Alex, le destin d'un roi de Joe Cornish. Le film suit l'histoire d'un jeune garçon qui découvre la mythique épée Excalibur, elle y incarne la méchante Fée Morgane. La même année, elle participe à la suite du film Shining, appelée Doctor Sleep, réalisée par Mike Flanagan avec Ewan McGregor dans le rôle de Danny Torrance, plus âgé. Il s'agit de l'adaptation du roman Docteur Sleep de Stephen King (2013), qui fait lui-même suite à son roman Shining, l'enfant lumière (1977).
En 2021, elle incarne le personnage de Dame Jessica dans le film Dune de Denis Villeneuve et retrouve Hugh Jackman dans Reminiscence.
En 2023, on la retrouve dans Mission impossible : Dead Reckoning ainsi que dans le rôle principal de la série Apple TV+ Silo adaptée du roman du même nom, dont elle est également productrice. Puis, en 2024, elle revient dans le rôle de Dame Jessica dans Dune, deuxième partie.

## Filmographie

### Cinéma

#### Longs métrages
- 2004 : Strandvaskaren (sv) de Mikael Håfström : Amanda
- 2011 : En enkel till Antibes (sv) de Richard Hobert (sv) : Maria
- 2013 : Vi de Mani Maserrat (sv) : Linda
- 2014 : Hercule (Hercules) de Brett Ratner : Ergénia
- 2015 : Mission impossible : Rogue Nation de Christopher McQuarrie : Ilsa Faust
- 2016 : Despite the Falling Snow de Shamim Sarif : Katya / Lauren
- 2016 : Florence Foster Jenkins de Stephen Frears : Kathleen
- 2016 : La Fille du Train (The Girl on the Train) de Tate Taylor : Anna Watson
- 2017 : Life : Origine inconnue (Life) de Daniel Espinosa : Miranda North
- 2017 : Le Bonhomme de neige (The Snowman) de Tomas Alfredson : Katrine Bratt
- 2017 : The Greatest Showman de Michael Gracey : Jenny Lind
- 2018 : Mission impossible : Fallout (Mission : Impossible - Fallout) de Christopher McQuarrie : Ilsa Faust
- 2019 : Alex, le destin d'un roi (The Kid Who Would Be King) de Joe Cornish : Fée Morgane
- 2019 : Men in Black : International de F. Gary Gray : Riza
- 2019 : Doctor Sleep de Mike Flanagan : Rose « Chapeau » O'Hara (Rose the Hat en VO)
- 2021 : Reminiscence de Lisa Joy : Mae
- 2021 : Dune, première partie de Denis Villeneuve : Dame Jessica
- 2023 : Mission impossible : Dead Reckoning (Mission: Impossible – Dead Reckoning) de Christopher McQuarrie : Ilsa Faust
- 2024 : Dune, deuxième partie de Denis Villeneuve : Dame Jessica
- 2025 : A House of Dynamite de Kathryn Bigelow : Olivia Walker
- 2025 : The Immortal Man de Tom Harper
- 2026 : Mercy de Timur Bekmambetov

#### Courts métrages
- 2010 : Lennart de Mikael Bartolomeus Larsson : Le personnel de soins à domicile
- 2010 : Puls de Maciej Kalymon : Linda
- 2011 : Irresistible de Per Muhlow : La femme
- 2018 : Little Match Girl de Björne Larson : La maman

### Télévision

#### Séries télévisées
- 1999 - 2000 : Nya tider : Anna Gripenhielm (54 épisodes)
- 2002 : Ocean Ave. : Chrissy Eriksson
- 2008 : Les Enquêtes de l'inspecteur Wallander (Wallander) : Louise Fredman
- 2013 : Commissaire Anders (Der Kommissar und das Meer) : Jasmine Larsson
- 2013 : The White Queen : La Reine Elisabeth / Élisabeth Woodville
- 2014 : La Fille du désert (The Red Tent) : Dinah
- Depuis 2023 : Silo : Juliette Nichols (aussi productrice exécutive)

#### Téléfilms
- 2013 : The Vatican de Ridley Scott : Olivia Borghese

## Distinctions
Sauf indication contraire ou complémentaire, les informations mentionnées dans cette section proviennent de la base de données IMDb.

### Récompenses
- 2015 : Festival international du film des Hamptons de la meilleure révélation pour Mission impossible : Rogue Nation
- 2016 : Buffalo Niagara Film Festival de la meilleure actrice pour Despite the Falling Snow
- 2016 : California Independent Film Festival de la meilleure actrice pour Despite the Falling Snow
- 2016 : Festival du film indépendant de Prague de la meilleure actrice pour Despite the Falling Snow
- 2019 : Alliance of Women Film Journalists Awards de la plus grande différence d'âge entre le personnage principal et l'aimée pour Mission impossible : Fallout
- 2019 : Fright Meter Awards de la meilleure actrice dans un second rôle pour Doctor Sleep
- 2020 : Fangoria Chainsaw Awards de la meilleure actrice dans un second rôle pour Doctor Sleep
- 2022 : Critics' Choice Super Awards de la meilleure actrice pour Dune : Première partie
- 2022 :  prix d'honneur Dragon au Festival international du film de Göteborg
- 2024 :  Critics choice super award de la meilleure actrice dans un film d'action pour Mission Impossible : Dead Reckoning

### Nominations
- 2011 : Festival international du film de Stockholm du meilleur espoir pour En enkel till Antibes (sv).
- 2012 : MTV Europe Music Awards de la meilleure artiste
- Golden Globes 2014 : meilleure actrice dans une mini-série ou un téléfilm pour The White Queen
- Critics' Choice Movie Awards 2016 : meilleure actrice pour Mission impossible : Rogue Nation
- Empire Awards 2016 : meilleur espoir féminin pour Mission impossible : Rogue Nation
- 2016 : Online Film Critics Society de la meilleure révélation féminine pour Mission impossible : Rogue Nation
- 2019 : IGN Summer Movie Awards de la meilleure actrice dans un second rôle pour Doctor Sleep .
- 2019 : Odyssey Awards de la meilleure actrice dans un second rôle pour Doctor Sleep
- 2019 : Seattle Film Critics Society Awards de la meilleure vilaine pour Doctor Sleep
- 2019 : Utah Film Critics Association Awards de la meilleure actrice dans un second rôle pour Doctor Sleep
- 2019 : Women Film Critics Circle Awards de la meilleure actrice pour Doctor Sleep
- 2020 : Blogos de Oro de la meilleure actrice dans un second rôle pour Doctor Sleep
- 2021 : Indiana Film Journalists Association Awards de la meilleure actrice dans un second rôle pour Dune : Première partie
- Saturn Awards 2021 : meilleure actrice pour Doctor Sleep
- 2021 : Sunset Film Circle Awards de la meilleure actrice dans un second rôle pour Dune

## Voix francophones
En version française, Rebecca Ferguson est dans un premier temps doublée par Sandrine Cohen dans Drowning Ghost (en) et Karl-Line Heller dans Commissaire Anders. Par la suite, Laura Blanc devient la voix régulière de l'actrice, la doublant notamment dans The White Queen, Men in Black: International, Doctor Sleep, Reminiscence, Dune ou encore Silo. Parallèlement, elle est doublée par Ingrid Donnadieu dans la franchise Mission Impossible, ainsi que par Candice Lartigue dans La Fille du train et The Greatest Showman.
En version québécoise, Laurence Dauphinais est la voix régulière de l'actrice, la doublant dans la franchise Mission Impossible, La Fille du train, Vie, Docteur Sleep ou encore Dune. Geneviève Alarie la double dans Le Maître de la scène et Pascale Montreuil dans Hommes en noir : International.